# Gesellschaftshaus Union

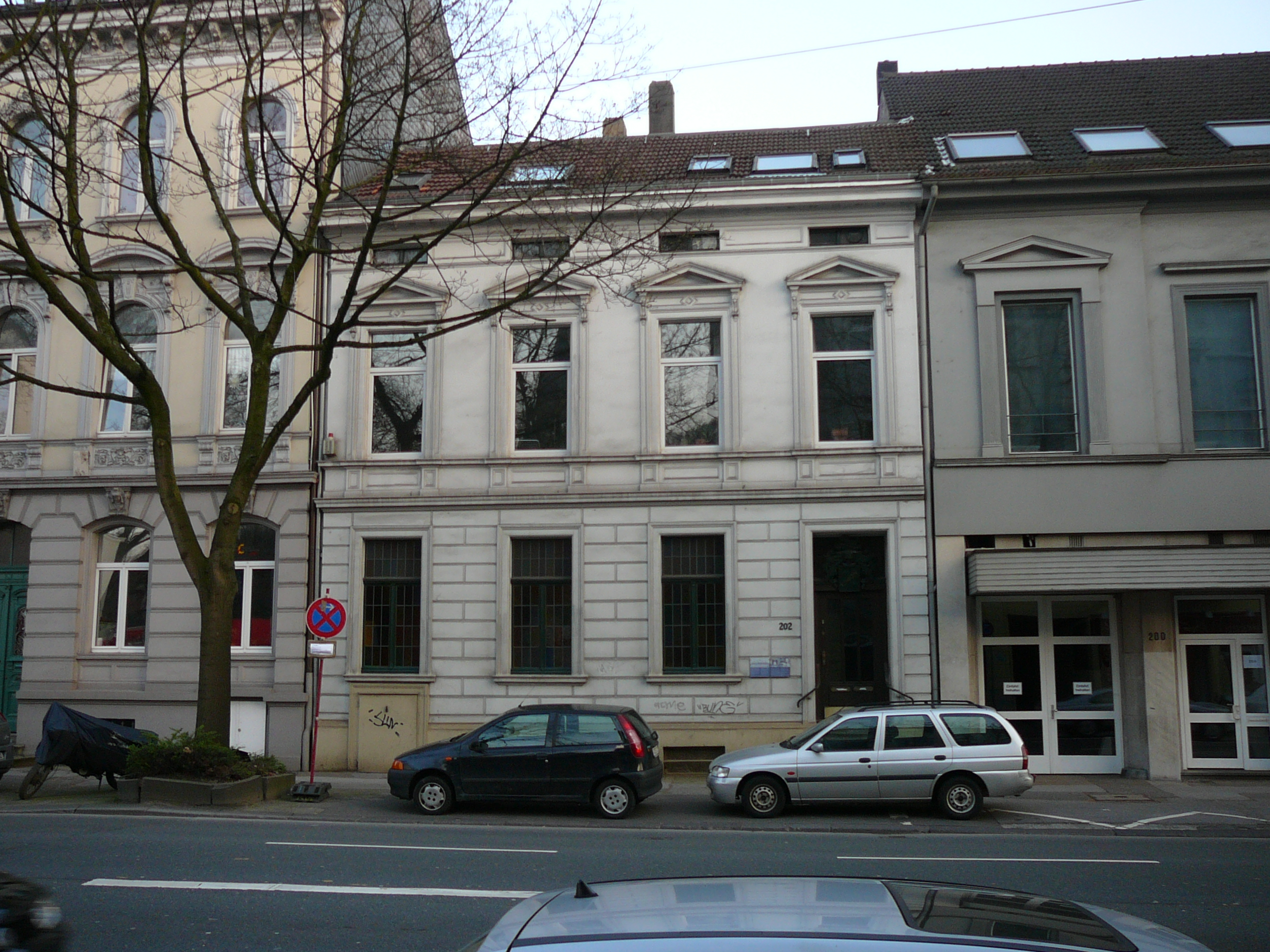
Gesellschaftshaus Union (2009)

Das Gesellschaftshaus Union ist ein seit 1993 unter Denkmalschutz stehendes Wohnhaus in Wuppertal-Barmen unter der Adresse Friedrich-Engels-Allee 202. Es wurde in seiner ursprünglichen Form zwischen 1867 und 1871 im Stil des Klassizismus erbaut und beherbergt seit 1968 die 1829 gegründete Gesellschaft Union.

## Gebäude
Das Wohnhaus gehört zu der historischen Bebauung an der Friedrich-Engels-Allee, die als Verbindungsstraße zwischen Barmen und Elberfeld zwischen 1811 und 1813 angelegt wurde. Das zweieinhalbgeschossige Gebäude mit einem ausgebauten Satteldach und verputzten, vierachsig gegliederten Fassaden wurde zwischen 1867 und 1871 in Massivbauweise errichtet. Das Erdgeschoss zeichnet sich durch Quaderputz aus, wogegen die Obergeschosse glatt verputzt sind. Die Tür- und Fensteröffnungen im Erdgeschoss besitzen nur schlichte, profilierte Stuckrahmen, und ein Gurtgesims bildet den oberen Abschluss des Erdgeschosses. Der Sockelbereich der Fassade trennt das Erdgeschoss optisch von den Obergeschossen.
Im ersten Obergeschoss ruhen die Fensteröffnungen optisch auf einem Sohlbankgesims. Die Brüstungsfelder der Fenster besitzen jeweils Zierwerk, das aus Kassetten verschiedener Formate besteht, wobei die Fensteröffnungen durch umlaufende Stuckprofile gerahmt werden. Über den Fensteröffnungen sind als Verdachungen jeweils auf Konsolen ruhende Dreiecksgiebel angebracht. Insgesamt vier querrechteckige Fenster sind im Bereich des Kranzgebälkes in den Fries eingelassen, allerdings ohne aufwendige Einfassungen.

## Gesellschaft Union
Die Gesellschaft Union wurde am 21. November 1829 von acht Unternehmern in dem heute nicht mehr vorhandenen Lokal von Isaak Gerhardts (Ecke Friedrich-Engels-Allee/Oberbergische Straße) zum Zweck der geselligen Unterhaltung und Erholung ihrer Mitglieder ohne politisches oder weltanschauliches Engagement gegründet. Die Aufnahme neuer Mitglieder erfolgte durch Kugelung auf Vorschlag eines Mitgliedes. Der Zuwachs an Mitgliedern machte am 21. Januar 1842 den ersten Umzug der Tagungsstätte in die größeren Räumlichkeiten des damaligen Gasthofs Zur Stadt London notwendig.
1864 erhielt die über 139 Mitglieder starke Gesellschaft ihr eigenes Domizil in dem neu errichteten Gebäude Friedrich-Engels-Allee 200. Aufgrund steigender Mitgliederzahlen wurde dieses Gebäude 1894 umgebaut und um eine Kegelbahn und den Anbau eines Festsaals in den hinteren Bereichen erweitert. Nach weiteren Umbaumaßnahmen gegen Ende des 19. Jahrhunderts wurde das Gebäude um ein Jagd-, Lese- und Billardzimmer sowie einen großen Festsaal mit Bühne für bis zu 180 Personen erweitert. Zwischen 1919 und 1929 wurden hier 60 größere Aufführungen inszeniert, darunter jährlich eine kleine Oper, die von Mitgliedern der Gesellschaft szenisch umgesetzt und besetzt wurden.
Die Weltwirtschaftskrise markierte einen Wendepunkt in der Geschichte der Gesellschaft, da 1932 aufgrund wirtschaftlicher Schwierigkeiten 45 Mitglieder die Union verließen. Auch die Machtergreifung der Nationalsozialisten wirkte sich bedingt durch Misstrauen und Feindseligkeiten wenig förderlich auf die Moral der Mitglieder aus. Durch die Luftangriffe auf Wuppertal am 25. Juni 1943 wurde das Vorderhaus zerstört, der Saal und andere Räume blieben jedoch erhalten. Nach Ende des Krieges diente der Bühnenraum bis 1948 als Behelfsspielstätte für die Wuppertaler Bühnen, während der Renovierung des Opernhauses von 2006 bis 2008 probte hier der Chor des Theaters.
Das Gesellschaftsleben erholte sich nur langsam. 1954 war der Wiederaufbau abgeschlossen, jedoch musste aus Rentabilitätsgründen und finanziellen Schwierigkeiten das alte Gesellschaftshaus verkauft werden, welches 1963 von der Firma Tabak-Troost übernommen wurde. Die Union zog in das benachbarte Gebäude Friedrich-Engels-Allee 202, das bereits 1924 von der Gesellschaft erworben worden war. 1968 konnte es nach Umbauarbeiten bezogen werden, und war nun auch mit einer Kegelbahn und diversen Gesellschaftsräumen ausgestattet. Heute zählt die Gesellschaft noch ca. 70 Mitglieder.